# Stellifer pizarroensis
Stellifer pizarroensis es una especie de pez de la familia Sciaenidae.

## Morfología
Los machos pueden llegar alcanzar los 15 cm de longitud total.

## Alimentación
Se alimenta de plancton.

## Depredadores
En el Perú es depredado por Trachurus symmetricus y Merluccius gayi gayi.

## Distribución y hábitat
Es un pez de mar clima tropical y bentopelágico.
Se encuentra en el Pacífico suroriental, desde el Ecuador hasta el Perú. 